# Pater patriae
Pater patriae (llatí, plural Patres patriae) és un títol honorífic atorgat pel Senat romà, que significa «pare de la pàtria», i que fou portat per gairebé tots els emperadors romans, des d'August, després per diversos emperadors del Baix Imperi.
Figura a les monedes imperials o a inscripcions monumentals sota l'abreviatura P P.

## Història romana
Aquest títol va ser de manera inicial atorgat al general romà Marc Furi Camil al 386 aC. el qual, pel paper que va jugar en la batalla de l'Àl·lia, va ser considerat com el segon fundador de la ciutat, i succeí així Romulus. Tres segles més tard, va ser atorgat al cònsol Ciceró per haver desbaratat la conspiració de Catilina, que apuntava a fer caure la República Romana. És llavors Juli Cèsar que va ser recompensat amb el Senat per haver posat fi a la guerra civil.
El títol de Pater patriae fou atribuït llavors a múltiples Emperadors romans, o bé després de nombrosos anys de regnat, o bé basant-se en una estima particular del Senat romà, com va ser el cas de Nerva. L'honor era no només vinculat al vot del Senat, sinó també a l'aprovació del titular. Segons l'historiador Suetoni, Tiberi el va refusar. Fou atribuït igualment a Neró que considerava ser massa jove per portar aquest títol. No obstant això alguns anys més tard el va acceptar, en el moment d'una segona proposició.

## Llista cronològica delsPatres Patriae
- Romul, 753 av. J.-C. (com a fundador llegendari de Roma)
- Marc Furi Camil, 386 aC
- Ciceró, 63 aC.
- Juli Cèsar, 45 aC.
- August, 2 aC.
- Calígula 37
- Claudi, 42
- Neró 55
- Vespasià 70
- Tit Flavi Sabí Vespasià 79
- Domicià 81
- Nerva, 96
- Marc Ulpi Trajà 98
- Hadrià 128
- Antoní Pius 139
- Marc Aureli i Luci Aureli Ver, 166
- Còmmode 177
- Septimi Sever 193
- Caracal·la 199
- Macrí 217
- Elagàbal 218
- Gordià III, 238
- Marc Aureli Probe 276
- Dioclecià 284
- Maximià, 286
- Constantí I el Gran, 307